# Cucullia ochribasis
Cucullia ochribasis är en fjärilsart som beskrevs av M.Gaede 1935. Cucullia ochribasis ingår i släktet Cucullia och familjen nattflyn. Inga underarter finns listade i Catalogue of Life.